# Браун, Вайолет
Вайолет Браун (англ. Violet Brown; 10 марта 1900, приход Трелони, графство Корнуолл, Ямайка — 15 сентября 2017) — ямайская долгожительница. С 15 апреля по 15 сентября 2017 года являлась старейшим живущим верифицированным жителем Земли, а также первым верифицированным долгожителем Ямайки. Является 7-м старейшим верифицированным человеком в истории; на момент смерти была пятой. Прожила 117 лет и 189 дней.

## Биография
Вайолет Браун была одной из четырёх детей, родившихся в семье Джона Мосса и Элизабет Рэйли. Её мать, Элизабет, прожила 96 лет.
В 13 лет Вайолет была принята в баптистскую церковь. После школы она работала дворецким. В неизвестный момент времени вышла за Аугустоса Гейнора Брауна. Вайолет с мужем работали фермерами и продавали сахарный тростник в сахарное хозяйство Лонг Понд. Позже её муж устроился смотрителем кладбища, и Вайолет стала ему помогать вести учёт. В 1978 году Вайолет овдовела.
Как сообщалось, в её 110-й день рождения у неё не было серьёзных проблем со здоровьем кроме глухоты. По её словам, она не чувствовала своего возраста. Свою долгую жизнь она приписывала Богу, уважению родителей, усердному труду и кокосовому соусу. Она любила ходить в церковь, читать книги и слушать музыку.
Во время её 113-летия у неё так же было хорошее здоровье и память. В 115 лет она все ещё могла ходить с ходунками и читать без очков.
После смерти 15 января 2015 года в графстве Йоркшир британской долгожительницы Этель Ланг, Вайолет Браун стала последней из подданных королевы Виктории, заставших Викторианскую эпоху.
15 апреля 2017, после смерти Эммы Морано, Вайолет стала старейшим живущим человеком в мире.
15 сентября 2017 года Вайолет Браун скончалась в госпитале города Монтего-Бей, Ямайка, в возрасте 117 лет и 189 дней. Незадолго до смерти у неё диагностировали обезвоживание и нерегулярное сердцебиение.
Её первый сын, Гарольд Фэрведер (15 апреля 1920 — 19 апреля 2017), прожил 97 лет и являлся самым старым человеком на Земле, у которого был жив один из родителей.
Вайолет Браун является старейшим представителем негроидной расы в истории, преодолевшим 117-летний рубеж.

## Верификация
В июне 2013 года было подано заявление в Геронтологическую исследовательскую группу. Вайолет Браун точно не знала, какого числа родилась, поэтому были поданы заявки на 4, 10 и 15 марта.
26 июля 2014 года её дело было подтверждено, а датой рождения признано 10 марта 1900 года.

## Рекорды долголетия
- 10 марта 2015 года стала 36-м человеком, официально достигшим 115-летнего возраста.
- 10 марта 2016 года стала 15-м человеком, официально достигшим 116-летнего возраста.
- 2 сентября 2016 года вошла в десятку старейших людей в истории.
- 10 марта 2017 года стала седьмым человеком, официально достигшим 117-летнего возраста.
- 15 апреля 2017 года стала старейшим живущим верифицированным жителем Земли.
- С 26 июля 2017 года по 9 февраля 2018 года входила в пятёрку старейших людей в истории.